# Ascovandoritis
× Ascovandoritis, (abreviado Ascts) en el comercio, es un híbrido intergenérico entre los géneros de orquídeas Ascocentrum × Doritis × Vanda. Fue publicado en Orchid Rev. 77(915) noh: 1 (1969).